# Castagniers
Castagniers är en kommun i departementet Alpes-Maritimes i regionen Provence-Alpes-Côte d'Azur i sydöstra Frankrike. Kommunen ligger  i kantonen Levens som ligger i arrondissementet Nice. År 2022 hade Castagniers 1 674 invånare.

## Befolkningsutveckling
Antalet invånare i kommunen Castagniers
Referens: INSEE